# Marcus Noterius
Ulf Marcus Andreas Noterius, född 1976, är en svensk reporter. 
Noterius är anställd på TV4 och brukar synas i Nyhetsmorgon där han blivit uppmärksammad för att ofta utmana sig själv på olika vis som att genomföra polishögskolans simtest eller göra en eskimåsväng i kajak. Han har även arbetat som nyhetsreporter och bevakat Jämtland, Västernorrland, Hälsingland och norra Dalarna.
Noterius medverkade i matlagningsprogrammet Sveriges mästerkock VIP 2024.